# Dalbergia odorifera
Dalbergia odorifera é uma espécie vegetal da família Fabaceae.
Apenas pode ser encontrada no seguinte país: China.
Está ameaçada por perda de habitat.